# Ledesma Gruppe

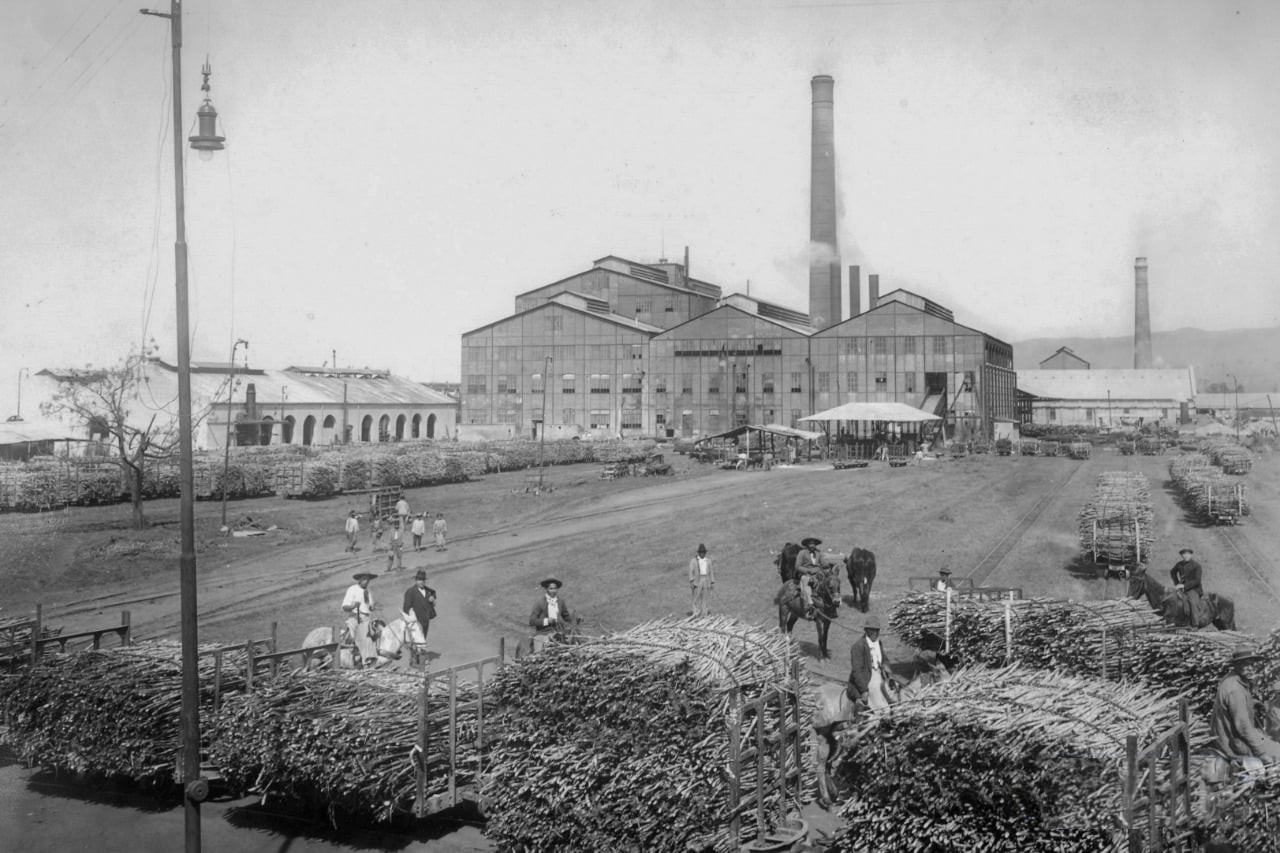
Historische Aufnahme der Zuckerfabrik Ledesma, etwa 1920

Die Ledesma Gruppe ist ein argentinisches Unternehmen, das sich im Jahr 1830 mit Zuckerrohrplantagen in der Provinz Jujuy etabliert hat. Diese frühen Anfänge markierten den Start einer langen Tradition in der Zuckerproduktion. Die Ankunft der Eisenbahn im Jahr 1891 in Jujuy beschleunigte den wirtschaftlichen Aufschwung der Region und trug zur Expansion der Zuckerindustrie bei.
Die Gründung der Compañía Azucarera Ledesma im Jahr 1908 war ein bedeutender Schritt zur Modernisierung und Professionalisierung des Unternehmens. Im Laufe der Zeit erweiterte Ledesma seine Geschäftsaktivitäten durch den Kauf weiterer Betriebe und die Diversifizierung seiner Produkte.
Heute ist das Unternehmen ein wichtiger Akteur in verschiedenen Branchen, darunter Zucker, Alkohol, Papier, Fruchtsäfte und Getreide sowie in der Energieerzeugung. Ledesma legt großen Wert auf nachhaltige Praktiken und soziale Verantwortung. 

## Unternehmensgeschichte
Die Wurzeln von Ledesma reichen bis ins Jahr 1830 zurück, als José Ramírez Ovejero Zuckerrohrplantagen im Departement Ledesma in der Provinz Jujuy anlegte. Die erste Zuckerherstellung erfolgte mit primitiven Pressen, die den Saft der Zuckerrohrstangen mechanisch gewannen. Die Geschäfte begannen jedoch erst richtig zu florieren, als die Eisenbahn 1891 nach Jujuy kam.
1908 gründeten David Ovejero und Angel Zerda die Compañía Azucarera Ledesma, die später an Enrique Wollmann und Carlos Delcasse verkauft wurde. Diese Gründung markierte den Beginn der modernen Unternehmensstruktur von Ledesma. 1911 erwarb Enrique Wollmann sämtliche Aktien der Gesellschaft, und 1914 wurde die rechtliche Unternehmensstruktur formalisiert. Nach Wollmanns Tod übernahm 1927 Herminio Arrieta, verheiratet mit Wollmanns einziger Tochter, die Leitung des Unternehmens.
In den 1960er Jahren erweiterte Ledesma seine Aktivitäten durch den Kauf der Firma Calilegua, die die Zuckerrohrplantage und -mühle La Esperanza umfasste. 1965 wurde eine Cellulose- und Papierfabrik eröffnet, die mit Bagasse, dem Reststoff von Zuckerrohr, als Rohstoff arbeitete. In den 1970er Jahren übernahm Carlos Pedro Blaquier die Präsidentschaft und führte eine Phase der vertikalen Integration ein. Ledesma erweiterte seine Zuckerrohrplantagen und Obstgärten und begann, Getreide und Vieh zu produzieren. In den 1980er Jahren wurde eine Nassmaismühle zur Herstellung von Fructose und anderen Maisprodukten eröffnet.
In den 1990er Jahren führten marktwirtschaftliche Reformen zu einer Liberalisierung des Zuckermarktes, was zu einem Rückgang der Zuckerpreise führte. Ledesma passte sich durch weitere Diversifizierung an, indem es in die Produktion von Fruchtsäften, Papier und Energie investierte. Trotz wirtschaftlicher Herausforderungen blieb das Unternehmen stabil und erweiterte seine Position als führender Zuckerproduzent in Argentinien.
Im 21. Jahrhundert hat Ledesma seine Position als diversifiziertes Unternehmen gefestigt. Es produziert Zucker, Alkohol, Papier, Fruchtsäfte und Getreide und ist in der Energieerzeugung tätig. 2007 übernahm Alejandro Blaquier und 2013 Carlos Herminio Blaquier Arrieta den Vorstandsvorsitz, beide Söhne von Carlos Pedro Blaquier. Ledesma ist eines der wenigen großen Unternehmen, das in argentinischer Hand geblieben ist und sich durch ethische Geschäftspraktiken und langfristiges Wachstum auszeichnet. Trotz der Beteiligung an umstrittenen Ereignissen während der argentinischen Militärdiktatur bleibt das Unternehmen ein wichtiger Akteur in der argentinischen Wirtschaft.

## Namensherkunft
Der Name „Ledesma“ bezieht sich auf verschiedene geografische und wirtschaftliche Einheiten. Der Ursprung des Namens geht auf Martín de Ledesma y Valderrama zurück, der Mitte des 17. Jahrhunderts das erste Verteidigungsfort im Tal des Río San Francisco errichtete. Dieses Fort bildete den Ausgangspunkt für die Entwicklung der Region.
Der Name wurde auch für den Fluss Río Ledesma verwendet, der durch die Region fließt. Ebenso wurde das Departement nach ihm benannt, durch das der Fluss fließt. Um das Fort herum entstand eine Plantage, die schließlich zur Grundlage für die wirtschaftliche Entwicklung der Region wurde. Die Zuckerfabrik entwickelte sich weiter zur Ledesma Gruppe, die heute ein bedeutender wirtschaftlicher Akteur in der Region ist.

## Produktionsstruktur
Ledesma zeichnet sich durch eine breit gefächerte und umfassende Produktionsstruktur aus, die in verschiedenen Teilen Argentiniens aktiv ist. Der agroindustrielle Komplex Ledesma, gelegen in Libertador General San Martín in der Provinz Jujuy, bildet das Herzstück des Unternehmens. Hier werden auf 40.000 Hektar Zuckerrohr angebaut, das in den firmeneigenen Fabriken zu Zucker, Alkohol, Bioethanol, Zellstoff und Papier verarbeitet wird. Zusätzlich werden auf 2000 Hektar Zitrusfrüchte angebaut, die in einer modernen Verpackungsanlage und einer Produktionsstätte für Fruchtsaftkonzentrate weiterverarbeitet werden. Der Standort verfügt über eine eigene Stromerzeugungskapazität von mehr als 51.000 kW sowie ein umfangreiches Infrastruktur-Netzwerk mit 600 Kilometern Straßen und 1400 Kilometern Bewässerungskanälen.
Ein weiterer wichtiger Standort ist Glucovil Argentina in Villa Mercedes, Provinz San Luis, ein 2008 gegründetes Joint Venture zwischen Ledesma (30 %) und Cargill (70 %). Hier wird Mais in einer Nassmahlanlage verarbeitet, um Produkte wie Fruktosesirup, Glukose, Stärke und andere Nebenprodukte herzustellen. Auch dieser Standort verfügt über eine eigene Stromerzeugungskapazität von 7500 kW. In Villa Mercedes betreibt Ledesma zudem eine Fabrik für Notizbücher und Schulhefte sowie eine weitere Anlage für beschichtete Papiere, die im Jahr 2008 per Leasing erworben wurde. Beide Fabriken sind auf die Herstellung von Büropapier und Schulmaterialien spezialisiert.
In der Provinz Salta befindet sich Citrusalta, ein Betrieb mit 800 Hektar Zitrusanbauflächen, der im Jahr 2009 übernommen wurde. Darüber hinaus besitzt Ledesma landwirtschaftliche Betriebe in den Provinzen Buenos Aires und Entre Ríos, die sich auf die Produktion von Fleisch und Getreide konzentrieren. Zu den wichtigsten Betrieben zählen La Biznaga, La Bellaca, Magdala und Centella mit einer Gesamtfläche von 52.000 Hektar.
Ein weiteres Geschäftsfeld des Unternehmens ist die Exploration und Förderung von Erdöl und Erdgas im Ölfeld Aguaragüe in der Provinz Salta. Diese Aktivitäten erfolgen im Rahmen einer Partnerschaft mit namhaften Unternehmen wie Techint, YPF, ExxonMobil, Petrobras und der Compañía General de Combustibles (CGC).

## Werksbahnen

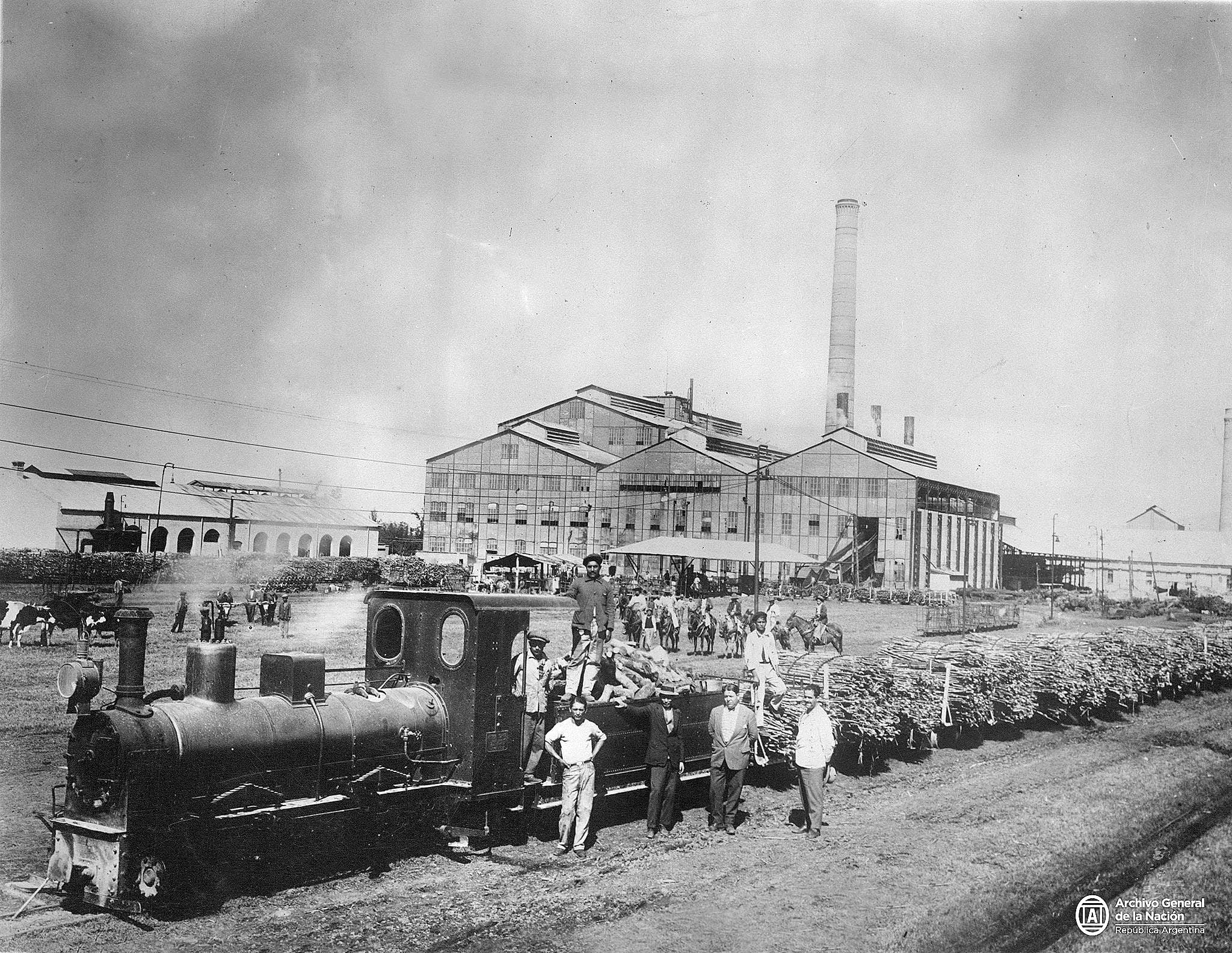
Werksbahn der Zuckerfabrik Ingenio Ledesma, 1910

Die Werksbahnen der Zuckerfabrik Ingenio Ledesma waren ein umfangreiches Eisenbahnnetz. Sie umfassten die Spurweiten 508 mm, 700 mm und 1000 mm. Das Feldbahnnetz wurde ab 1909 aufgebaut, um den Zuckerrohrtransport zu erleichtern.
Nach dem Ersten Weltkrieg wurde das Netz erweitert, um größere Kapazitäten zu erreichen. Zu ihrer Blütezeit umfasste das Netz bis zu 294 km Streckenlänge. Jährlich wurden über 325.000 Tonnen Zuckerrohr und andere Materialien transportiert.
Der Betrieb wurde ab den frühen 1980er Jahren schrittweise eingestellt, da moderne Transportmethoden bevorzugt wurden. 1993 wurde der Verkehr komplett beendet, und die Infrastruktur begann zu verfallen. Lokomotiven und Infrastruktur wurden versteigert, wobei einige Exemplare erhalten blieben. Heute erinnern diese Relikte an eine bedeutende industrielle Vergangenheit.

## Arbeitersiedlung
In den ersten Jahrzehnten erforderten die Ausbeutungsbedingungen sowie die geringe oder fehlende Automatisierung der Arbeitsprozesse die Beteiligung von Hunderten von Arbeitern, sowohl in den Anbaugebieten als auch in den Werkstätten. Diese Situation führte dazu, dass in unmittelbarer Nähe der Arbeitsplätze Wohnsiedlungen entstanden, die sich im Laufe der Zeit zu Ortschaften entwickelten. Ein Beispiel dafür ist Pueblo Ledesma, das später in die Stadt Libertador General San Martín eingegliedert wurde. In diesem Zusammenhang etablierte sich das sogenannte „Fabriksystem mit Arbeitersiedlung“, bei dem das Unternehmen die notwendige Infrastruktur für Wohnen, Gesundheit, Bildung und Freizeit für die Arbeiter und ihre Familien bereitstellte.
Der Name „Herminio Arrieta“, der bis 1970 Eigentümer und Präsident von Ledesma war, wurde einer privaten Bildungseinrichtung, einem Kultur- und Sportzentrum sowie dem Viertel, in dem diese Einrichtungen liegen, verliehen.

## Unternehmenssoziale Verantwortung
Das Unternehmen Ledesma entwickelt ein Programm zur unternehmenssozialen Verantwortung gemäß der Norm ISO 26000, dessen Ziel es ist, zum nachhaltigen Wachstum beizutragen. Daher entwickelt das Unternehmen ein Programm sowohl für die Gemeinschaft als auch für den Umweltschutz, das unter anderem die Zusammenarbeit mit der Stiftung ProYungas mit einem Faunamonitoring-System, die Schenkung von Grundstücken, die Zertifizierung für ProYungas-Produkte und die Zusammenarbeit mit dem Tourismusentwicklungsprogramm der Yungas umfasst.
Ein weiteres Projekt zur sozialen Verantwortung ist das Programm zur Informatikschulung (PCI), das 2002 gestartet wurde. Es zielt darauf ab, Menschen mit geringen finanziellen Mitteln, insbesondere Jugendliche, die sich in der Übergangsphase zu ihrer ersten beruflichen Erfahrung oder zum Beginn von Studien auf höherem Niveau befinden, kostenlos in Informatik und Internet auszubilden.
Zusätzlich gibt es das Programm zur Eigenheimförderung, das geschaffen wurde, um den Mitarbeitern den Zugang zu Wohnraum zu erleichtern. Dazu ist geplant, 1000 Wohneinheiten zu errichten und sie den Mitarbeitern über ein System von tilgbaren Krediten in monatlichen Raten zuzuteilen. Die ersten Wohnungen wurden im Februar 2014 übergeben, und im Jahr 2015 wurden weitere 100 Wohnungen in der Region El Talar, Provinz Jujuy, übergeben. Bis September 2018 wurden durch dieses Programm 720 Wohnungen übergeben.

## Umweltbelastende und nachhaltige Praktiken
Im Dezember 2002 beantragte das Unternehmen Ledesma bei der Regierung von Jujuy die Genehmigung, einen großen Bereich der flachen Pedemontanwälder in El Sauzalito für die Erweiterung seiner Zuckerrohrplantage zu nutzen. Der betroffene Bereich ist ein gefährdetes Ökosystem und ein natürlicher Korridor zwischen den Yungas und dem Gran Chaco. Im Oktober 2003 verabschiedete die Abgeordnetenkammer Argentiniens eine Erklärung, in der sie das Projekt zur Zerstörung des Pedemontanwaldes der Yungas verurteilte. Aufgrund des sozialen und politischen Drucks stellte das Unternehmen das Projekt 2004 ein, nahm es jedoch 2006 wieder auf, als es ein Projekt zur territorialen Ordnung vorantrieb, das erneut die Rodung der Farm Sauzalito-Yuto beinhaltete. Schließlich genehmigte Gouverneur Eduardo Fellner 2007 eine Resolution, die die Rodung verbot.
Im Jahr 2016 führte das Unternehmen einen Pilotversuch durch, bei dem Zaunpfähle aus den Verpackungen der verwendeten Materialien hergestellt wurden, die gewaschen und zerkleinert wurden. In Zusammenarbeit mit der Umweltbehörde wurde sichergestellt, dass es keine Umweltauswirkungen gab. Nach der Genehmigung arbeitete das Unternehmen mit einer Fabrik in Jujuy, die solche Zaunpfähle herstellt, und erhielt für jede Tonne Rohstoffe einen Pfahl zurück.
Im Juli 2017 schloss sich das Unternehmen mit Eternum Energy, einem argentinischen Unternehmen, das sich auf den Solarenergie-Markt spezialisiert hat, zusammen, um das Unternehmen Ledesma Renovables zu gründen und am wachsenden Markt für erneuerbare Energien teilzunehmen, mit dem Ziel, weiterhin nachhaltig zu wachsen. Mit einer Investition von 2,2 Millionen US-Dollar wird Ledesma Renovables an Projekten zur Stromerzeugung aus sauberen Quellen arbeiten, beginnend mit Solarenergie.

## Kontroversen und Konflikte

### Illegale Landnahme
Dem Unternehmen wird zur Last gelegt, in seiner Wachstumsphase landwirtschaftliche Flächen für die Agrarwirtschaft mit Gewalt bzw. betrügerischen Methoden der indigenen Bevölkerung abgenommen zu haben. Auch die Arbeiter wurden unter den indigenen Bevölkerung rekrutiert, wobei die hygienischen Bedingungen der Unterbringung, die Versorgung und die Sicherheitsbedingungen am Arbeitsplatz derart schlecht waren, dass es zu einer erhöhten Sterblichkeit der Arbeiter kam. Hinzu kamen Einschüchterungen und Verweigerungen der Rechte zur Bildung von Interessenvertretungen der Arbeiter.
Während der Amtszeit Alejandro Blaquiers als Vorstandsvorsitzender stand Ledesma 2011 im Zentrum einer Kontroverse, die auf die illegale Besetzung von 15 Hektar Land des Unternehmens in der Provinz Jujuy durch 700 mittellose Familien zurückzuführen war. Nach Vorfällen während ihrer Vertreibung im August, bei denen vier Menschen ums Leben kamen, enteignete das Provinzparlament 40 Hektar des Firmengeländes.

### Vorwürfe der Beteiligung an Verbrechen während der Militärdiktatur (1976)
Dem Unternehmen wird vorgeworfen, in Entführungen durch die Militärdiktatur zwischen dem 20. und 27. Juli 1976 involviert gewesen zu sein. Bei der so genannten „Noche del Apagón“ (Nacht des Stromausfalls) wurden rund 400 Personen aus der Gegend von der Polizei und staatlichen Sicherheitskräften entführt. Es handelte sich um Arbeiter des Unternehmens, Studenten und politische Aktivisten. Für den Abtransport der Personen in das geheime Gefangenenzentrum wurden Lastwagen des Unternehmens verwendet, die das Unternehmen den Militärs zur Verfügung gestellt haben soll. 2012 wurden der damalige Unternehmenspräsident Blaquier und der Chef der Personalabteilung Alberto Lemos wegen 20 Entführungen während der Noches del Apagón als auch für drei Entführungen in den Tagen unmittelbar nach dem Militärputsch der Prozess gemacht. 2015 wurde das Verfahren durch das Bundesstrafgericht (Cámara Federal de Casación penal)  eingestellt, da das Gericht die Tatbeteiligung der Beklagten als nicht nachhaltig erachtete („falta de mérito“). 2021 stellte der oberste Gerichtshof eine Justizbehinderung beim Vorherigen Freispruch fest und ließ das Verfahren neu eröffnen. Blaquier starb 2023 bevor ein Urteil gefällt wurde.